# Cratere Kuiper (Marte)
Kuiper è un cratere sulla superficie di Marte.
Il cratere è dedicato all'astronomo olandese naturalizzato statunitense Gerard Peter Kuiper.